# Je rêvais de l'Afrique
 (novembre 2015).
Si vous disposez d'ouvrages ou d'articles de référence ou si vous connaissez des sites web de qualité traitant du thème abordé ici, merci de compléter l'article en donnant les références utiles à sa vérifiabilité et en les liant à la section « Notes et références ».
Pour plus de détails, voir Fiche technique et Distribution.
Je rêvais de l'Afrique (I Dreamed of Africa) est un film américain réalisé par Hugh Hudson, sorti en 2000.

## Synopsis
À Venise, divorcée, Kuki Gallmann vit avec son fils Emmanuele. Elle réchappe d'un accident de voiture qui bouleverse son existence. Paolo Gallman, autre survivant du drame, lui propose de l'épouser et de partir avec lui en Afrique. 
Au Kenya, sur les traces du passé de Paolo, ils découvrent une terre fascinante et rude, peuplée d'animaux magnifiques. Même si les débuts sont difficiles, Kuki s'adapte et adopte son nouvel environnement. 
Souvent seule, Kuki gère son ranch et doit endurer son quotidien, rythmé par les intempéries, la sécheresse, les maladies et l'adversité, afin de trouver sa vraie place dans ce pays, où la principale préoccupation est de survivre…

## Fiche technique
- Titre français : Je rêvais de l'Afrique
- Titre original : I Dreamed of Africa
- Réalisation : Hugh Hudson
- Scénario : Paula Milne et Susan Shilliday, d'après le livre éponyme de Kuki Gallmann paru en 1991
- Photographie : Bernard Lutic
- Musique : Maurice Jarre
- Production : Stanley R. Jaffe
- Sociétés de production : Columbia Pictures Corporation et Jaffilms
- Société de distribution : Columbia TriStar Films
- Pays de production : États-Unis
- Langue originale : anglais
- Genres : Drame, Romance
- Durée : 114 minutes
- Dates de sortie :
  - France : 24 mai 2000
  - États-Unis : 5 mai 2000

## Distribution
- Kim Basinger (VF : Michèle Buzynski) : Kuki Gallmann
- Vincent Perez (VF : lui-même) : Paolo Gallmann
- Liam Aiken (VF : Paul Nivet) : Emanuele à 7 ans
- Garrett Strommen (VF : Alexis Tomassian) : Emanuele à 17 ans
- Eva Marie Saint (VF : Martine Marcey) : Franca
- Daniel Craig (VF : Joël Zaffarano) : Declan Fielding
- Lance Reddick : Simon
- Connie Chiume : Wanjiku

Sources et légende : Version Française (VF) sur Voxofilm.